# Capriccio (opera)

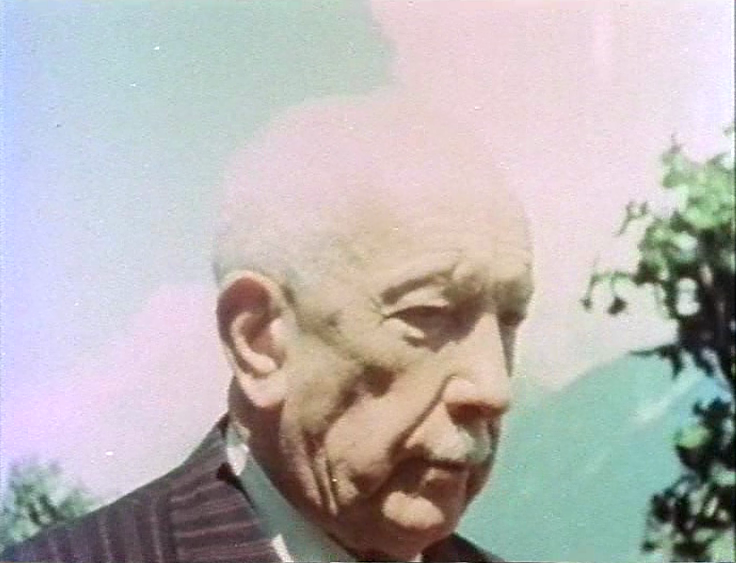
Richard Strauss

Capriccio är en opera (konversationsstycke till musik) i en akt med musik av Richard Strauss från 1942. Librettot av Clemens Krauss och tonsättaren bygger på en ursprunglig idé av Stefan Zweig.

## Historia

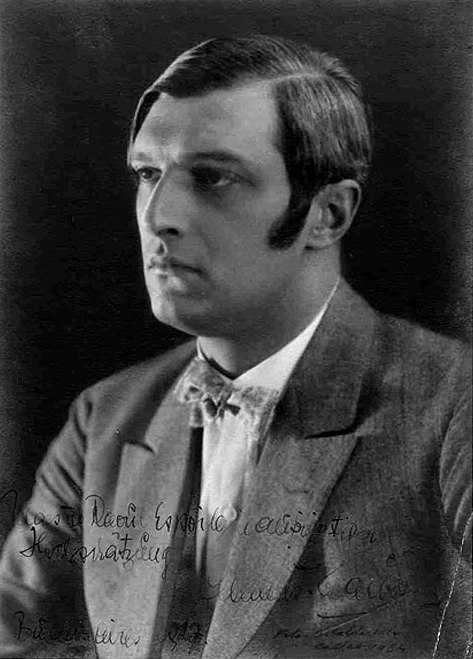
Clemens Krauss

Tillsammans med författaren Hugo von Hofmannsthal hade Strauss skapat operorna Elektra, Rosenkavaljeren, Ariadne på Naxos, Die Frau ohne Schatten, Die ägyptische Helena och Arabella. När von Hofmannsthal dog 1929 behövde Strauss finna en ny librettist. Tillsammans med författaren Stefan Zweig skapade han operan Die schweigsame Frau 1935. Men på grund av Zweigs judiska börd blev deras samarbete ohållbart och Zweig lovade att hitta en ersättare för Strauss kommande projekt. Det blev teaterhistorikern Joseph Gregor med vilken Strauss kom att arbeta tillsammans med i operorna Friedenstag och Daphne. Samarbetet blev dock inte vad Strauss hade hoppats på. 
Redan 1934 hade Zweig nämnt librettot till en gammal italiensk operaparodi: Prima la musica e poi le parole (Först musiken och sedan orden) av Giovanni Battista Casti, som Zweig hade hittat på British Museum i London. Texten hade använts av Antonio Salieri till samma opera och uruppförts tillsammans med Mozarts opera Der Schauspieldirektor 1786. Zweig föreslog för Gregor att denne skulle skriva ett scenario och skicka till Strauss. Gregor gjorde så men fick inget svar då Strauss irriterades över att texten inte var skriven av Zweig. I fyra år låg texten i vila.

## Samarbetet mellan Strauss och Krauss
Först 1939 återvände Strauss till Castis komedi och uttryckte en önskan att tonsätta stycket. Gregor fick återigen skriva ett nytt scenario men inte heller detta fann nåd. Problemet var att Strauss inte riktigt visste vad han vill åstadkomma, förutom att han var fascinerad av titeln till Castis libretto men inte handlingen. Utan att vara kapabel till att precisera vad han eftersträvade, försökte han förklara för en oförstående Gregor:
Ditt Casti-utdrag var en besvikelse, inte alls vad jag hade tänkt mig. En spirituell dramatisk parafras på temat: Först orden, sedan musiken (Wagner) eller först musiken, sedan orden (Verdi), eller endast ord ingen musik (Goethe) eller bara musik, inga ord (Mozart), för att bara nämna några slagord. Däremellan finns det naturligtvis flera mellanlägen och spelsätt!
Gregor fann Strauss vaga formuleringar frustrerande. Trots det fortsatte han att jobba med librettot men inga av hans idéer fann nåd. Strauss visade Gregors texter för Clemens Krauss som var dräpande i sin kritik. Strauss fann texten "för lyrisk och poetisk". Han sa att han inte längre bara ville komponera en opera till utan göra någonting annorlunda, såsom en avhandling om dramaturgi, en teatral fuga. Verket skulle handla om det eviga förhållandet mellan text och musik. Skulle musiken, så stark i sin uttrycksfullhet, överrösta orden? Var de varandras like eller tyranniserade den ena den andra? Detta skulle bli ämnet för "avhandlingen". 
I oktober 1939 skickade Gregor sin detaljerade synopsis som innehåller det mesta av händelserna som det slutligen blev. Fem dagar senare tillbringade han en dag i Garmisch hos Strauss och diskuterade projektet med Krauss, som också skrev på ett scenario. Strauss, Gregor och Krauss skrev sedan var sin version av första scenens dialog. Krauss rådde Strauss att göra sig av med Gregor genom att säga att han ville skriva sitt eget libretto som han hade gjort med Intermezo. 28 oktober tackade han Gregor för hans arbete eftersom Jag nu ämnar pröva lyckan för mig själv.
Scenariot och texten växte fram ur diskussioner och korrespondens mellan Strauss och Krauss. Strauss bidrog med själva handlingen: en poets sonett tonsätts av en musiker och tillägnas den grevinna som båda männen älskar. Krauss föreslog att operan skulle utspelas i Paris 1770-89, tiden för Glucks operareform och före Franska revolutionen. Tanken var att operan skulle bli ett kort stycke på ca 45 minuter och tjäna som förpjäs till Strauss andra kortopera Daphne. Vid denna tid höll Strauss också på att slutkomponera Die Liebe der Danae vilken han hittills betraktade som sin absolut sista riktiga helaftonsopera. Under senare delen av 1939, hela 1940 och de första åtta månaderna av 1941 var Strauss upptagen med Capriccio, som från början gick under arbetsnamnet Wort oder Ton? med undertiteln Theatralisch Fuge. Krauss föreslog Capriccio mot vilket Strauss opponerade sig till en början men gav med sig. Undertiteln ändrades till Theoretische Komödie (Teoretisk komedi) tills Krauss fick ytterligare en snilleblixt och föreslog ein Konversationsstück für Musik. 
Strauss var väl medveten om att operan inte skulle locka de stora massorna och att den mer var en munsbit för kulturella gourmeter. Den saknade musik att lyssna på om publiken skulle tröttna på texten. När arbetet med operan var avslutat tillfrågades Strauss av Krauss om sina planer för ytterligare verk. Svaret blev en motfråga:
| ” | Är inte detta Dess-Dur den bästa avslutningen av mitt sceniska livsverk? Man kan ju bara lämna ett testamente efter sig! | „ |

## Premiären
I slutet av 1941 var Strauss tvungen att meddela dirigenten Karl Böhm att han hade lovat bort premiärerna av Die Liebe der Danae och Capriccio till Krauss. Med tanke på Strauss långa förbindelse med Dresden och att Böhm hade dirigerat premiärerna av både Die schweigsame Frau och Daphne, hade Böhm skäl att bli besviken. 12 december 1941 skrev Strauss till Krauss:
Under ett plågsamt samtal blev Dr Böhm till sist tvungen att bita i de sura äpplena Danae och Capriccio samt svälja stoltheten! Eftersom han är en sådan god kamrat sa han inte upp vänskapen med mig. Tack gode Gud för att detta blir mitt livs sista premiär, det är nog för att man ska sluta komponera alls.
Strauss hade gärna sett att premiären förlades till Salzburg, där Krauss nyligen blivit utsedd till festivalens chef. Men Krauss hade andra planer. Han ville ha Capriccio som höjdpunkt vid en stor Strauss-festival i München på hösten 1942 Inte utan vissa svårigheter lyckades han få Joseph Goebbels tillåtelse och operan hade premiär 28 oktober 1942 under ledning av Krauss. Efter premiären sa Strauss:
| ” | Bättre än så förmår jag inte. | „ |

München utsattes för ständiga nattliga bombräder av de allierades flygplan. Capriccio var ursprungligen tänkt innehålla en mellanakt men Krauss föreslog att man skulle spela den utan avbrott så att publiken kunde lämna operahuset runt 21.30 då flygattackerna vanligtvis började mellan tio och elva på kvällen. Regissören Rudolf Hartmann skrev:
Vem av den yngre generationen kan egentligen tänka sig en storstad som München i totalt mörker eller teaterbesökare som trevar sig fram genom den nersläckta staden med hjälp av små facklors svaga sken genom en smal springa? Allt detta för att uppleva premiären av Capriccio. De riskerade att bli utsatta för bomber, ändå var deras längtan efter att få höra Strauss musik, att få vara en del av en festlig tillställning och att få uppleva en värld av skönhet bortom krigets fasor vad som drev dem för att överkomma dessa världsliga ting.
Operan mottogs med enorm entusiasm. Krauss fru Viorica Ursuleac sjöng Grevinnan, Horst Taubmann sjöng Flamand och Hans Hotter sjöng Olivier. Ytterligare 15 föreställningar gavs fram till 17 juni 1943 och senare sattes den upp i Hannover, Darmstadt, Bielefeld och Dresden. Karl Böhm dirigerade premiären i Wien 1 mars 1944.
Svensk premiär den 30 januari 1999 på Kungliga Operan i Stockholm.

## Personer
| Roller                   | Stämma          | Rollbesättning vid premiären 28 oktober 1942 Dirigent: Clemens Krauss | Rollbesättning vid svenska premiären 30 januari 1999 Dirigent: Leif Segerstam |
| ------------------------ | --------------- | --------------------------------------------------------------------- | ----------------------------------------------------------------------------- |
| Grevinnan                | Sopran          | Viorica Ursuelac                                                      | MariAnne Häggander                                                            |
| Greven, hennes bror      | Baryton         | Walter Höfermeyer                                                     | Johan Edholm                                                                  |
| Flamand, musiker         | Tenor           | Horst Taubmann                                                        | Thomas Sunnegårdh                                                             |
| Olivier, poet            | Baryton         | Hans Hotter                                                           | Ola Eliasson                                                                  |
| La Roche, teaterdirektör | Baryton         | Georg Hann                                                            | Tord Wallström                                                                |
| Clairon, skådespelerska  | Mezzosopran     | Hildegard Ranczak                                                     | Birgitta Svendén                                                              |
| Monsieur Taupe, sufflör  | Tenor           | Karl Seydel                                                           | Magnus Kyhle                                                                  |
| En italienska sångerska  | Koloratursopran | Irma Beilke                                                           | Iwa Sörenson                                                                  |
| En italienska sångare    | Tenor           | Franz Klarwein                                                        | Sonny Wallentin                                                               |
| Hovmästaren              | Bas             | Georg Wieter                                                          | Staffan Sandlund                                                              |

## Handling
Speltid ca 2 timmar och 15 minuter
Kompositören Flamand och poeten Olivier betraktar den vackra unga grevinnan Madeleine medan hon hänfört lyssnar till den stråksextett Flamand har skrivit till hennes födelsedag nästa dag. Teaterdirektören La Roche sover i en fåtölj. De båda konstnärerna börjar diskutera vilken av konstarterna som gör djupast intryck på den unga grevinnan, föremålet för bådas förälskelse. "Prima la musica?" "Prima le parole?" Då musiken är slut vaknar La Roche och delat i diskussionen, men han föredrar den folkligare konsten, t. ex Piccinnis operor. På Madeleines födelsedag skall man uppföra en pjäs av Olivier som La Roche skall iscensätta. Huvudrollsinnehavaren är Oliviers forna älskarinna, den vackra aktrisen Clairon som nu uppvaktas av Madeleines bror, greven. Han skall också medverka i pjäsen. Konstnärerna går in i den lilla teatern bredvid salongen varifrån syskonparet kommer, uppslukade av sin diskussion som även gäller om ordet eller musiken har den högsta rangen. Brodern erkänner utan vidare att han inte förstår sig på musik och Madeleine säger att hon inte riktigt kan skilja mellan musiken och musikern. Konstnärerna återvänder med Clairon, som har anlänt från Paris. Hon vill gärna höra den kärleksdikt som är det centrala i morgondagens pjäs. Greven reciterar med stor bravur den sonett som Olivier har skrivit, varpå de går in i teatersalongen för att ta itu med repetitionerna. Madeleine blir ensam kvar med Flamand och Oliver, som inte får vara med vid repetitionen. Olivier klargör i eleganta ordalag för Madeleine att sonetten i själva verket handlar om henne och deklamerar den hänfört, vänd mot henne ("Kein andres, das mir so im Herzen loht"). Även Flamand lyssnar betagen och grips av inspiration. Inom ett ögonblick har han satt musik till sonetten. Olivier blir förskräckt, också för att han känner att Flamand är en allvarlig medtävlare om Madeleines gunst, men då Flamand sjunger sonetten för henne grips Olivier av en annan sorts tvivel. Är sonetten nu hans eller Flamands? Madeleine är säker - den är hennes. La Roche kallar in Olivier till repetitionen och Flamand är inte sen att utnyttja att han är ensam med grevinnan. Han kommer med en kärleksförklaring, och Madeleine lovar honom svar nästa förmiddag klockan elva i biblioteket.
Repetitionen i teatersalongen är över och artisterna kommer in för att inta sin choklad. La Roche låter en ung dansös uppträda för dem, och det blir en större diskussion då La Roche hävdar att musiken är underordnad dansen. Den gamla stridsfrågan om ord eller toner är det förnämsta dyker upp igen och snart är alla inne i en hetsig debatt om opera. La Roche berättar om sina planet för morgondagens musikaliska underhållning och måste tåla många spydiga kommentarer, innan han till slut slår näven i bordet och försvarar den teatertradition han står för.
Hans åhörare grips av hans monolog och Flamand och Olivier beslutar samarbeta om att skriva en opera för att bevisa för La Roche att de inte enbart är esteter. De dryftar olika mytologiska ämnen tills greven kommer med det originella förslaget att de skall skriva en opera om dagens händelser. De blir eld och lågor och diskuterar redan på vägen ut genom dörren hur de skall gå till väga. Alla gäster återvänder till Paris, och Madeleine blir ensam kvar. Hovmästaren tänder ljusen och hon börjar fundera över vilket svar hon skall ge Flamand nästa förmiddag. Hon spelar igenom sonetten än en gång och går bort till spegeln för att be sin bild om råd. Hur skall operan sluta? Väljer du den ene mister du den andre. Förlorar man inte alltid när man vinner? Spegelbilden ger inget svar och Madeleine går in till sin ensamma supé. Det finns ingen lösning.

## Orkesterbesättning
- Träblåsinstrument

3 tvärflöjter (flöjt 3 dubblerar piccoloflöjt), 2 oboer, Engelskt horn, 3 klarinetter, 1 bassetthorn, 1 basklarinett, 3 fagotter, 1 kontrafagott
- Bleckblåsinstrument

4 horn, 2 trumpeter, 3 tromboner
- Slagverk

Pukor, bastrumma, cymbaler
- Stråkar

2 harpor, 32 violiner, 10 viola, 10 celli, 6 kontrabasar
- Klaverinstrument

Cembalo
- Scenmusik: 1 solo-violin, 1 solo-cello, 1 cembalo
- Bakom scenen: Stråkkvartett

## Diskografi (urval)
| År      | Dirigent, Operahus och orkester                      | Skivmärke                  | Roller: Grevinnan, Greven, Flamand, Olivier, La Roche, La Clairon                                        |
| ------- | ---------------------------------------------------- | -------------------------- | --- |
| 1942    | Clemens Krauss Bayerska Radions Symfoniorkester      | Opera Depot                | Viorica Ursuleac Karl Schmitt-Walter Rudolf Schock Hans Braun Hans Hotter Hertha Töpper                  |
| 1957–58 | Wolfgang Sawallisch Philarmonia Orchestra            | EMI Classics               | Elisabeth Schwarzkopf Eberhard Wächter Nicolai Gedda Dietrich Fischer-Dieskau Hans Hotter Christa Ludwig |
| 1960    | Karl Böhm Wiener Staatsoper                          | Omega Opera Archive        | Elisabeth Schwarzkopf Hermann Uhde Anton Dermota Walter Berry Paul Schöffler Christel Goltz              |
| 1964    | Georges Prêtre Wiener Staatsoper                     | Omega Opera Archive        | Lisa Della Casa Robert Kerns Waldemar Kmentt Walter Berry Otto Wiener Christa Ludwig                     |
| 1971    | Karl Böhm Bayerska Radions Symfoniorkester           | Deutsche Grammophon        | Gundula Janowitz Dietrich Fischer-Dieskau Peter Schreier Hermann Prey Karl Ridderbusch Tatiana Troyanos  |
| 1983    | Heinrich Hollreiser Wiener Staatsoper                | Lyric Distribution         | Gundula Janowitz Hans Helm Peter Schreier Gottfried Hornik Theo Adam Christa Ludwig                      |
| 1993    | Donald Runnicles San Francisco Opera                 | Kultur International Films | Kiri Te Kanawa Håkan Hagegård David Kuebler Simon Keenlyside Victor Braun Tatiana Troyanos               |
| 1994    | Ulf Schirmer Wiener Filharmonikerna                  | Decca                      | Kiri Te Kanawa Håkan Hagegård Uwe Heilmann Olaf Bär Victor von Halem Brigitte Fassbaender                |
| 1999    | Georges Prêtre SWR Radio-Sinfonieorchester Stuttgart | Forlane                    | Felicity Lott Thomas Allen Gregory Kunde Stephan Genz Günter Von Kannen Iris Vermillion                  |
| 2004    | Ulf Schirmer Parisoperan                             | TDK DVWW                   | Renée Fleming Dietrich Henschel Rainer Trost Gerald Finley Franz Hawlata Anne Sofie von Otter            |
| 2011    | Andrew Davis Metropolitan Opera                      | Met Opera                  | Renée Fleming Morten Frank Larsen Joseph Kaiser Russell Braun Peter Rose Sarah Connolly                  |